# 叶国安
叶国安（1964年—），男，安徽南陵人，中国核与辐射化学家，中国原子能科学研究院研究员、博士生导师、中核集团首席专家，中国科学院院士。